# NGC 7197
NGC 7197 é uma galáxia espiral (Sa) localizada na direcção da constelação de Lacerta. Possui uma declinação de +41° 03' 34" e uma ascensão recta de 22 horas, 02 minutos e 57,9 segundos.
A galáxia NGC 7197 foi descoberta em 17 de Outubro de 1786 por William Herschel.